# Balotaszállás
Balotaszállás là một thị trấn thuộc hạt Bács-Kiskun, Hungary. Thị trấn này có diện tích 104,94 km², dân số năm 2010 là 1525 người, mật độ 15 người/km².